# 震撼世界的十天
《震撼世界的十天》（英語：Ten Days that Shook the World，1919年）是亲历1917年十月革命的美国记者和社会学家约翰·里德的观战记。在俄罗斯，里德跟踪采访了包括卡尔·拉狄克和格里戈里·季诺维也夫在内的许多著名的布尔什维克领袖。

## 外部連結
- Ten Days that Shook the World
- Ten Days That Shook The World （页面存档备份，存于） public domain audiobook
- Ten Days That Shook the World （页面存档备份，存于） at Project Gutenberg